# Ricky Is 21
Ricky Is 21 är Ricky Nelsons sjätte studioalbum, utgivet i maj 1961. Albumet är producerat av Jimmie Haskell.
Albumet nådde Billboard-listans 8:e plats.

## Låtlista
Singelplacering i Billboard inom parentes.
1. "My One Desire" (Dorsey Burnette)
2. "That Warm Summer Night" (Jerry Fuller/William Claude Silva)
3. "Break My Chain" (Fuller/Silva)
4. "Do You Know What It Means to Miss New Orleans" (Eddie DeLange/Louis Alter)
5. "I'll Make Believe" (Johnny Rivers)
6. "Travelin' Man" (Jerry Fuller) (#1)
7. "Oh Yeah, I'm in Love" (Doris Payne/Gregory Carroll)
8. "Everybody But Me" (Dave Burgess)
9. "Lucky Star" (Dave Burgess)
10. "Sure Fire Bet" (Gene Pitney)
11. "Stars Fell on Alabama" (Frank S. Perkins/Mitchell Parish)
12. "Hello Mary Lou" (Gene Pitney/Cayet Mangiaracina) (#9)